# Базалійський район
Базалі́йський райо́н (рос. Базалийский район) — адміністративно-територіальна одиниця Радянського Союзу, в складі УРСР. Існувала з 1923 по 1931 роки і з 1935 по 1959 роки. Адміністративний центр — село (з 1957 року — смт) Базалія. Площа району становила 516 км² (453,4 в²) в 1925 році, 494 км² в 1935 році. Населення — 36 991 особу в 1925 році, 40 998 осіб в 1933 році.

## Історія
За часів Російської імперії територія району входила до Старокостянтинівського повіту Волинської губернії. З розпадом імперії і створенням СРСР повіти та волості були ліквідовані, запроваджено поділ на округи та райони.
Згідно з постановами ВУЦВК від 7 березня 1923 року був затверджений поділ республіки на округи та райони. Базалійська, Корчівська і частина Купільської волості Старокостянтинівського повіту утворили Базалійський район у складі Шепетівської округи Волинської губернії.
21 серпня 1924 року Грицівська й Терешківська сільради були перечислені до Антонинського району, а з Теофіпольського району до Базалійського перечислені хутори Костанівка і Савицький.
З 1 серпня 1925 року губернії були ліквідовані. Округи були підпорядковані безпосередньо республіці.
13 червня 1930 року Шепетівська округа була ліквідована, а її територія ввійшла до Бердичівської округи. З 15 вересня 1930 року округи ліквідовані, район перейшов у республіканське підпорядкування.
3 лютого 1931 року проведено укрупнення районів, унаслідок якого Базалійський район був ліквідований і його територія приєднана до Теофіпольського, який 27 лютого 1932 року ввійшов до новоствореної Вінницької області.
13 лютого 1935 року Базалійський район був відновлений у складі 21 сільської ради, які відійшли від Теофіпольського району.
1 квітня 1935 року в УСРР було утворено шість округів, з них 4 у Вінницькій області. Базалійський район увійшов до складу Проскурівського округу.
22 вересня 1937 року Базалійський район увійшов до новоствореної Кам'янець-Подільської області, при цьому Проскурівський округ був ліквідований.
Під час німецької окупації у 1941–1944 роках район входив до Антонінської округи.
4 лютого 1954 року Кам'янець-Подільська область була перейменована на Хмельницьку.
27 липня 1957 року Базалії надано статус смт.
23 вересня 1959 року були ліквідовані 8 районів Хмельницької області, в тому числі Базалійський. Територія району була розділена між Антонінським, Волочиським, Красилівським, Мануїльським і Чорноострівським районами Хмельницької області.
30 грудня 1962 року Антонинський, Мануїльський і Чорноострівський райони були скасовані, територія колишнього Базалійського району опинилася в межах Волочиського і Красилівського районів.
8 грудня 1966 року було відновлено Теофіпольський район, до якого ввійшла велика частина території колишнього Базалійського району. Таким чином територія колишнього Базалійського району розділена між Волочиським, Красилівським, Теофіпольським районами. Після 1966 року межі районів суттєво не змінювалися до 2020 року.
З 19 липня 2020 року Волочиський, Красилівський і Теофіпольський райони були ліквідовані, а їхня територія увійшла до нового Хмельницького району.

### Підпорядкування
- 7.03.1923 — 31.07.1925 — Шепетівська округа Волинської губернії УСРР
- 1.08.1925 — 13.06.1930 — Шепетівська округа УСРР
- 13.06.1930 — 14.09.1930 — Бердичівська округа УСРР
- 15.09.1930 — 3.02.1931 — район підпорядкований безпосередньо республіці
- 26.02.1935 — 1.04.1935 — Вінницька область УСРР
- 1.04.1935 — 22.09.1937 — Проскурівський округ Вінницької області УСРР
- 22.09.1937 — 4.04.1954 — Кам'янець-Подільська область УРСР
- 4.04.1954 — 23.09.1959 — Хмельницька область УРСР

## Ради і населені пункти
Станом на 1 вересня 1946 року до складу району входила 21 сільська рада, яким підпорядковувалися 50 сільських населених пунктів:
| Авратинська с. Авратин с. Нова Гребля с. Пальчинці Базалійська с. Базалія с. Іванівка с. Калькове х. Червоний Острів Богданівська с. Богданівка с. Нова Гребля Великозозулинецька с. Великі Зозулинці с. Улянівка Великоклітнянська с. Велика Клітна с. Кошелівка с. Малі Зозулинці х. Калинівка Великолазучинська с. Борщівка с. Великий Лазучин х. Кастанівка Волицька (кол. Волиця-Вонсовицька) с. Волиця (кол. Волиця-Вонсовича) х. Дворик Гальчинецька с. Гальчинці х. Войкове Єлисаветпільська с. Єлисаветпіль с. Ново-Іванівка (кол. Янівка) с. Червоний Случ Колківська с. Колки х. Слобода | Корчівська с. Корчівка х. Калинівка Левковецька с. Левківці Личівська с. Личівка с. Пеньківці Малоклітнянська с. Мала Клітна Малолазучинська с. Малий Лазучин Михиринецька с. Ворошиловка с. Малі Жеребки с. Михиринці х. Заріччя Ординецька с. Василівка с. Лютарівка с. Ординці х. Червоний Собковецька с. Попівці с. Собківці Чухелівська с. Чухелі х. Червоний Случ Шмирківська с. Великі Жеребки с. Шмирки х. Червоний Кут Щаснівська с. Щаснівка |